# Fraxinus caroliniana
El bufano de Cuba (Fraxinus caroliniana) es una especie de árbol de la familia Oleaceae. Fue descrito por el botánico Philip Miller.

## Descripción
Es un pequeño árbol de hojas compuestas, opuestas, de 12-29 cm de largo, con 5-7 folíolos ovados a oblongos, aserradas toscamente o entero, 3-6 en largo, 2-3 en ancho. La fruta tiene con frecuencia 3 alas (trisámara) con la parte plana de semillas; semillas a veces un color violeta brillante. 

## Usos
La madera es de poco valor, más pequeña y valiosa de especies de fresnos del este, de madera clara, suave, débil. Típico de los pantanos costeros.

## Hábitat
Es un árbol nativo del sudeste de los Estados Unidos.

## Taxonomía
Fraxinus caroliniana fue descrita por Philip Miller y publicado en The Gardeners Dictionary: . . . eighth edition Fraxinus no. 6. 1768.
Etimología
Ver: Fraxinus
caroliniana: epíteto geográfico que alude a su localización en Carolina. 
Sinonimia
- Calycomelia caroliniana (Mill.) Kostel.
- Calycomelia pallida (Bosc) Kostel.
- Calycomelia platycarpa (Michx.) Kostel.
- Fraxinus americana var. caroliniana (Mill.) D.J.Browne
- Fraxinus americana var. triptera (Nutt.) D.J.Browne
- Fraxinus cubensis Griseb.
- Fraxinus curvidens Hoffmanns.
- Fraxinus floridana (Wenz.) Sarg.
- Fraxinus nigra subsp. caroliniana (Mill.) Wesm.
- Fraxinus nigrescens Buckley
- Fraxinus nuttallii Buckley
- Fraxinus pallida Bosc
- Fraxinus palustris Raf.
- Fraxinus pauciflora Nutt.
- Fraxinus pennsylvanica var. cubensis (Griseb.) A.E.Murray
- Fraxinus pennsylvanica subsp. cubensis (Griseb.) A.E.Murray
- Fraxinus platycarpa Michx.
- Fraxinus pleurodes Raf.
- Fraxinus triptera Nutt.
- Leptalix caroliniana (Mill.) Raf.
- Leptalix pallida (Bosc) Raf.
- Leptalix palustris Raf.
- Leptalix platycarpa (Michx.) Raf.
- Leptalix pleurodes Raf.
- Samarpses triptera (Nutt.) Raf.[4][5]